# Candezea occipitalis
Candezea occipitalis es un coleóptero de la familia Chrysomelidae.
Fue descrita científicamente por primera vez en 1847 por Reiche.